# SV 1907 Stralsund
SV 1907 Stralsund was een Duitse voetbalclub uit Stralsund, Mecklenburg-Voor-Pommeren.

## Geschiedenis
De club werd opgericht in 1907. De club was aangesloten bij de Noord-Duitse voetbalbond en speelde in de competitie van Voor-Pommeren. In 1924 werd de club kampioen en plaatste zich zo voor de Noord-Duitse eindronde waarin ze een pak slaag kregen van Hamburger SV dat later nog vicelandskampioen zou worden. Ook het volgende seizoen plaatste de club zich, na de 8:0 van vorig jaar tegen Hamburg werden ze opnieuw tegen HSV geloot en nu kregen ze een 0:14 draai om de oren. De volgende jaren fungeerde de competitie van Voor-Pommeren niet meer als hoogste klasse tot ze in 1928 overgeheveld werd naar de Baltische voetbalbond. Stralsund werd kampioen en plaatste zich voor de Pommerse eindronde waarin ze eerste wonnen van Swinemünder SC en dan met 1:6 verloren van Stettiner FC Titania. Ook in 1929/30 plaatste de club zich en verloor nu meteen met 0:5 van VfB Stettin. Het volgende seizoen werd Viktoria Stralsund kampioen en ook de seizoenen erna kon de club de titel niet meer winnen. In 1933 werd de competitie grondig geherstructureerd en de Gauliga Pommern werd nu de hoogste klasse voor de regio. Stralsund kon zich hier niet voor plaatsten en slaagde er later ook niet in te promoveren.
Na de Tweede Wereldoorlog werden alle Duitse voetbalclubs ontbonden. SV 1907 werd niet meer heropgericht.

## Erelijst
Kampioen Voor-Pommeren
1924, 1925, 1929, 1930